# ترنر (اورگن)
ترنر (به انگلیسی: Turner) شهری در شهرستان ماریون ایالت اورگن است و در سرشماری سال ۲۰۱۱ میلادی، ۱٬۸۵۴ نفر جمعیت داشته که نسبت به سال ۲۰۱۰، ۰٫۳۲ درصد رشد جمعیت داشته‌است.

## موقعیت جغرافیایی
موقعیت جغرافیایی شهرها و مناطق اطراف به شرح زیر است: